# Petrilova, Caraș-Severin
Petrilova este un sat în comuna Ciuchici din județul Caraș-Severin, Banat, România.

## Legături externe

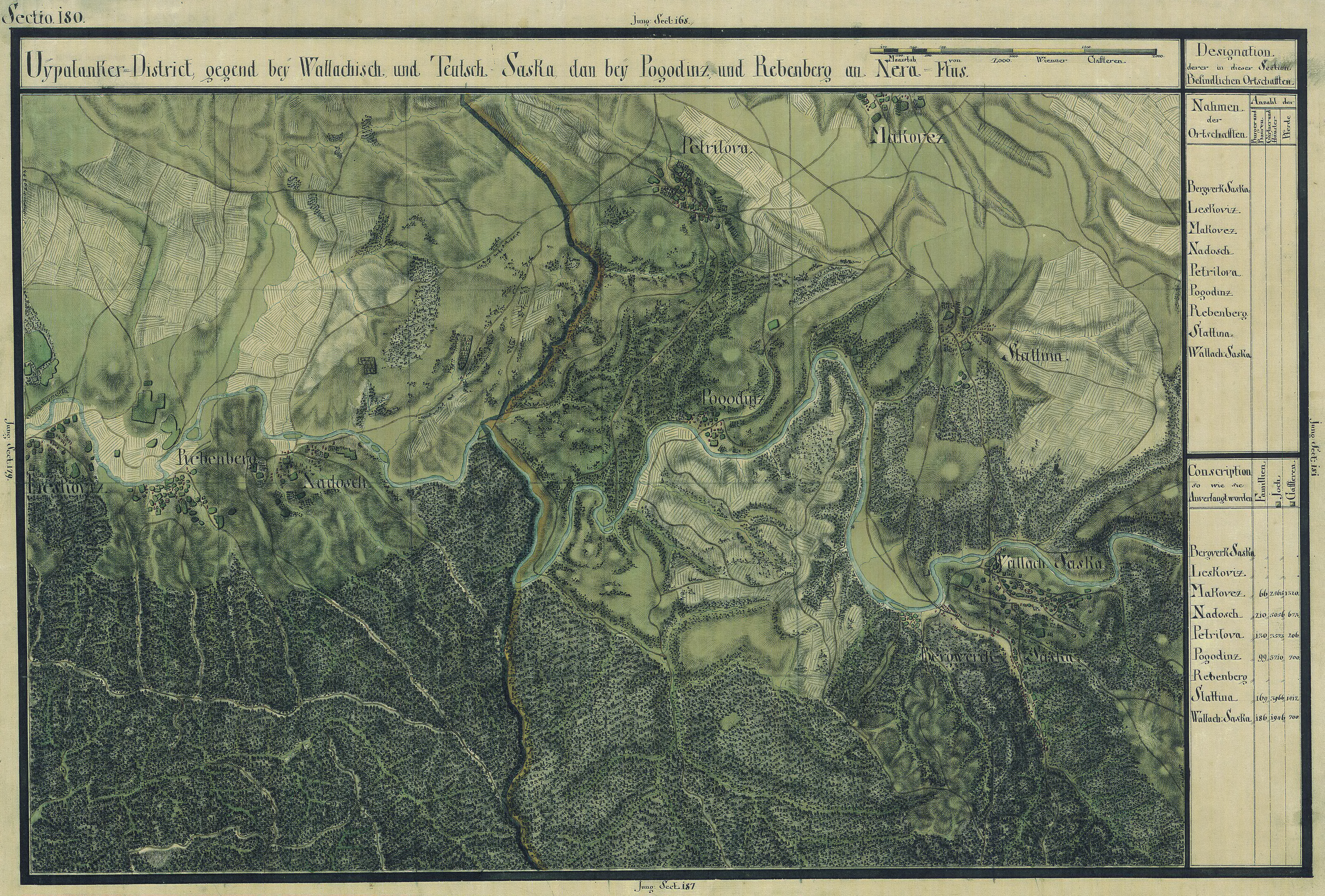
Petrilova în Harta Iosefină a Banatului, 1769-72